# Dobrîi Luk, Rozdilna
Dobrîi Luk (în ucraineană Добрий Лук) este un sat în comunei Novoborîsivka din raionul Rozdilna, regiunea Odesa, Ucraina.

## Demografie
Componența lingvistică a localității Dobrîi Luk
     Ucraineană (95,79%)
     Bulgară (2,11%)
     Română (2,11%)
Conform recensământului din 2001, majoritatea populației localității Dobrîi Luk era vorbitoare de ucraineană (95,79%), existând în minoritate și vorbitori de română (2,11%) și bulgară (2,11%).